# Margaret Guilfoyle
Dame Margaret Georgina Constance Guilfoyle AC DBE (Geburtsname: Margaret Georgina Constance McCarthy; * 15. Mai 1926 in Belfast, Nordirland; † 11. November 2020) war eine australische Politikerin der Liberal Party of Australia.

## Leben
Die Tochter einer 1928 aus Nordirland eingewanderten Familie war zunächst als Buchhalterin tätig und studierte später an der Australian National University (ANU). Sie wurde als Kandidatin der Liberal Party of Australia 1971 erstmals als Mitglied in den Australischen Senat gewählt und gehörte diesem für Victoria bis 1987 an.
Nach dem Wahlsieg der Liberal Party berief Premierminister Malcolm Fraser zunächst 1975 als Bildungsministerin in sein Kabinett, in dem sie danach von 1975 bis 1980 Ministerin für soziale Angelegenheiten sowie von 1975 bis 1976 Assistierende Ministerin beim Premierminister für Angelegenheiten des Kindeswohls war. Nach einer weiteren Kabinettsumbildung war sie zuletzt von 1980 bis 1983 Finanzministerin in Frasers Regierung. Sie war damit nach Enid Lyons und Annabelle Rankin die dritte Frau in einer australischen Bundesregierung und die erste, die mit dem Finanzministerium ein Schlüsselministerium übernahm.
Im Januar 1980 wurde sie zur Dame Commander des Order of the British Empire ernannt und trug fortan den Namenszusatz „Dame“ und wurde darüber hinaus im Juni 2006 mit dem Order of Australia geehrt.
Nach ihrem Ausscheiden aus dem Senat übernahm sie zahlreiche gesellschaftliche Ehrenämter und war unter anderem 1989 Direktorin der Stiftung für das australische Kinderfernsehen (Australian Children’s Television Foundation), 1990 Direktorin der Jack Brockhoff-Stiftung, von 1993 bis 1995 als erste Frau Präsidentin der Geschäftsführung des Royal Melbourne Hospital sowie zwischen 1995 und 2001 Vorsitzende des Judicial Remuneration Tribunal.